# Samuel Palma César
Víctor Samuel Palma César (Cuernavaca, Morelos, 19 de enero de 1957) es un político mexicano, miembro del Partido Revolucionario Institucional (PRI). Ha sido en dos ocasiones diputado federal.

## Biografía
Es licenciado en Ciencias Políticas y Administración Pública y maestro en Derecho Constitucional Mexicano por la Universidad Nacional Autónoma de México (UNAM), institución en la que fue docente de 1978 a 1979. Tiene también una maestría en Ciencias Políticas.
De 1982 a 1985 se desempeñó como coordinador de Ayuntante Ejecutivo en la Compañía Nacional de Subsistencias Populares (CONASUPO) y en 1988 se unió al equipo de Luis Donaldo Colosio, siendo nombrado como su coordinador de asesores en la presidencia nacional del PRI. En 1992, cuando Colosio dejó el liderazgo priísta para ser titular de la Secretaría de Desarrollo Social, lo siguió a dicha dependencia con el mismo cargo; y, en 1993 cuando fue postulado candidato del PRI a la presidencia de México renunció al cargo para unirse a su campaña. Permaneció en ella hasta el 23 de marzo de 1994 en que Colosio murió asesinado. Fue durante esta época, considerado uno de lo más cercanos colaboradores de Colosio, junto con José Luis Soberanes Reyes.
El mismo 1994 fue elegido por primera ocasión diputado federal por el principio de representación proporcional, ejerciendo en la LVI Legislatura que terminó en 1997. En ella fue integrante de las comisiones de Corrección de Estilo; de Desarrollo Social; Especial de Seguimiento de las Investigaciones en Torno al Atentado en contra del Lic. Luis Donaldo Colosio; de Gobernación y Puntos Constitucionales; de la Gran Comisión; de Comunicación Social; y, de Vigilancia de la Contaduría Mayor de Hacienda.
1998 a 2006 fue coordinador del Comité Nacional Editorial y de Divulgación del comité nacional del PRI, y simultáneamente, de 2000 a 2001 fue presidente estatal del PRI en Morelos, y de 2002 a 2003 delegado en Querétaro. De 2003 a 2006 fue miembro de la agrupación política Participa. Ha sido también secretario técnico de la Comisión Temática y de Dictamen de Ideología del comité nacional del PRI.
En 2006 fue elegido por segunda ocasión diputado federal por representación proporcional a la LX Legislatura que concluyó en 2009. En ella fue integrante de las comisiones Especial de Apoyo a los Festejos del Bicentenario de la Independencia y del Centenario de la Revolución; de Puntos Constitucionales; de Régimen, Reglamentos y Prácticas Parlamentarias; de Relaciones Exteriores; y, del Comité del Centro de Estudios de Derecho e Investigaciones Parlamentarias.
Fue nombrado de forma posterior vicepresidente de la Fundación Colosio del PRI y el 22 de noviembre de 2023 al renunciar a su presidencia José Murat, el dirigente nacional del PRI Alejandro Moreno Cárdenas lo nombró nuevo presidente de dicha fundación para el periodo de 2023 a 2027.